# Макгиннесс, Том
Том МакГиннес (англ. Thomas John Patrick McGuinness; 2 деакабря 1941, Уимблдон) — британский музыкант, гитарист и автор песен, а также музыкальный продюсер. Получил известность в качестве участника группы Manfred Mann (1966 — 1969). 

## Биография
МакГиннес начал играть на гитаре в возрасте в 14 лет, после бума скиффла, начатого Лонни Донеганом, хотя он также черпал вдохновение в направлении рок-н-ролла у Бадди Холли. В начале 60-х он начал играть ритм-энд близ и основал группу под названием The Roosters, в состав которой короткое время входили Эрик Клэптон и Брайан Джонс, а также певец Пол Джонс. The Roosters распались в середине 1963 года, а в декабре того же года МакГиннесс последовал примеру Пола Джонса, присоединившись к группе Manfred Mann, в которой он заменил Дейва Ричмонда.
МакГиннес оставался в группе Manfred Mann до ее распада в 1969 году, после чего присоединился к бывшему барабанщику группы John Mayall's Bluesbreakers Хьюи Флинту и сформировал группу McGuinness Flint, которая в период с 1970 по 1974 выпустила пять долгоиграющих альбомов, включающих хиты «When I’m Dead and Gone» и «Malt and Barley Blues», а также альбом Lo and Behold (1972), состоящий из кавер-версий песен Боба Дилана. 
В конце 70-х МакГиннесс присоединился к своему бывшему коллеге Полу Джонсу в группе под названием «The Blues Band», в состав которой входили Хьюи Флинт и ветеран британского блюза Дэйв Келли. Группа была активна в период с 1979 по 1983, а затем с 1986 по 2022 годы. 
В 1991 году вместе с другими бывшими участниками Manfred Mann (кроме самого Манна) создал группу The Manfreds. Группа регулярно гастролировала по Великобритании и Европе.

## Дискография
Manfred Mann
McGuinness Flint
- McGuinness Flint (1970)
- Happy Birthday, Ruthy Baby (1971)
- Lo and Behold (1972)
- Rainbow (1973)
- C'est la Vie (1974)

The Blues Band
- The Official Blues Band Bootleg Album (1980)
- Ready (1980)
- Itchy Feet (1981)
- Brand Loyalty (1982)
- Bye-Bye Blues (1983)
- These Kind of Blues (1986)
- Back for More (1989)
- Fat City (1991)
- Homage (1993)
- Wire Less (1995)
- Live at the BBC (1996)
- 18 Years Old and Alive (1996)
- The Best of The Blues Band (1999)
- Brassed Up (1999)
- Scratching on my Screen (2001)
- Green Stuff (2001)
- Stepping Out (2002)
- Be My Guest (2003)
- Thank You Brother Ray (2005)
- Few Short Lines (2011)
- The Rooster Crowed (2018)
- Bye Bye Blues Band (2021)
- So Long (2022)

The Manfreds
- 5-4-3-2-1 (1998)
- Live (1999)
- Maximum Manfreds (2000)
- Uncovered (2003)
- Let ‘em Roll (2014)
- Makin' Tracks (2016)